# Überwachungsdokument
Das Überwachungsdokument nach § 36 der Außenwirtschaftsverordnung (AWV) in Verbindung mit der Einfuhrliste ist ein Instrument der Europäischen Union, um Warenströme in bestimmten Warenkategorien mengenmäßig zu erfassen und überwachen.
Will ein Einführer Waren einführen, die überwachungsdokumentenpflichtig sind, so muss er (nur der Einführer selbst ist antragsberechtigt) unter Vorlage der dem Geschäfts zu Grunde liegenden Handelsrechnung einen Antrag auf Ausstellung eines Überwachungsdokumentes beim Bundesamt für Wirtschaft und Ausfuhrkontrolle (BAFA) oder Bundesanstalt für Landwirtschaft und Ernährung (BLE) stellen. Wenn die Antragsvoraussetzungen erfüllt sind, wird dieses erteilt. Das Überwachungsdokument ist bei der Einfuhr vorzulegen und die eingeführte Menge wird auf der Rückseite des Überwachungsdokumentes abgeschrieben, bis die auf dem ÜD vermerkte Menge erschöpft ist. Es ist für den Einführer also durchaus möglich, ein Überwachungsdokument für mehrere Lieferungen innerhalb der Geltungsdauer des ÜDs zu beantragen, statt für jede Einfuhr ein einzelnes.
Die Erteilung von Überwachungsdokumenten ist im Gegensatz zur Erteilung von Einfuhrgenehmigungen nicht an Mengenbeschränkungen bzw. Einfuhrkontingente gebunden. Das Überwachungsdokument dient rein statistischen Zwecken und soll der EU die Möglichkeit geben, vor der Einfuhr schon einen Überblick über kritische Warenströme zu erhalten, um bei Störungen des wirtschaftlichen Gefüges entsprechend reagieren zu können. Insofern ist das Überwachungsdokument eine Art Vorstufe zur Einfuhrgenehmigung.
Überwachungsdokumente werden für Warenmengen in handelsüblichen Einheiten (z. B. T-Shirts in Stück, Socken und Schuhe in Paar) erteilt. Auf dem Überwachungsdokument wird auch der maximale CIF-Preis vermerkt, den die Ware kosten darf. Es handelt sich also nicht um eine Antidumping-Maßnahme, sondern um einen nicht zu überschreitenden Höchstpreis. Der Sinn dieser Regelung ist unter Fachleuten umstritten und wird allgemein als nicht vorhanden angesehen. Dennoch darf im Normalfall der CIF-Preis bei der Einfuhr nur um maximal 5 % überschritten werden. Ist die Überschreitung höher, muss der Einführer unter Rückgabe des alten Überwachungsdokumentes ein neues mit höherem CIF-Preis beantragen. Diesen Anträgen wird in der Regel unbürokratisch nachgekommen. Die CIF-Preis-Regelung wurde bei Einführung des Überwachungsdokumentes in das Europarecht auf Betreiben der Südeuropäischen Mitgliedsstaaten aufgenommen.
Anwendung finden Überwachungsdokumente bei der Einfuhr von Textilien, Eisen und Stahl und Schuhen.
Die Nichtvorlage eines Überwachungsdokumentes bei der Einfuhrabfertigung ist eine Ordnungswidrigkeit nach § 81 Abs. 2 Nr. 17 AWV i. V. m. § 19 Abs. 3 Nr. 1 Außenwirtschaftsgesetz (AWG) und kann gemäß § 19 Abs. 6 AWG mit einer Geldbuße von bis zu 30.000 Euro geahndet werden.